# أكيم شتادلر
أكيم شتادلر (بالألمانية: Achim Stadler)‏ هو دراج ألماني، ولد في 27 أغسطس 1961 في فاينهايم في ألمانيا.

## وصلات خارجية
- أكيم شتادلر على موقع أرشيف الدراجات (الإنجليزية)
- أكيم شتادلر على موقع إحصائيات الدراجات الإحترافية (الإنجليزية)
- أكيم شتادلر على موقع أوليمبيديا (الإنجليزية)